# セクトン会
セクトン会（せくとんかい）は、1923年3月に結成された朝鮮人による児童文学同人会。

## 概要

### 解放前
セクトン会は、1923年3月16日に方定煥が中心となり東京で結成される。5月1日から活動を始める（こちらを会の正式な創立とみなす場合もある）。創立時の同人は、方定煥、孫晋泰、尹克栄、鄭順哲、高漢承、秦長燮、曹在浩、丁炳基。後に崔瑨淳、馬海松、鄭寅燮、李軒求、尹石重などが加わる。同人は東京に留学する学生たちであった。「セクトン会」の名称の由来は、子ども用のチョゴリ（セクトンチョゴリ）からきていて、尹克栄が会の名称にすることを提案した。
朝鮮における児童文学は、天道教の「少年会」が嚆矢であるが、本格的な活動はセクトン会からである。活動内容としては、まず、方定煥が児童文学雑誌『オリニ (어린이)』を創刊させ、事実上、セクトン会の会報となった。『オリニ』は1934年に廃刊となるが、解放後の1946年に復刊される。また、児童の教育と児童文学の重要性を説くため、童話・童謡会を開いたり、児童芸術展覧会を開いたりする。また、1923年、「5月1日」を「子どもの日 (어린이날)」と定める。1927年、「子どもの日」は、5月の第1月曜日変更された。1937年以降は、日帝の弾圧により「子どもの日」の行事は禁止された。方定煥が1931年に死亡し、オリニ運動も次第に弱くなっていく。

### 解放後
解放後、曹在浩、馬海松、姜小泉などがオリニ運動を継続し、「子どもの日」は1946年に「5月5日」に変更され、『オリニ』も復刊される。そして、1969年に曹在浩がセクトン会を引き継ぎ、会としての活動が再開される。セクトン会の強い働きかけで、1975年から「子どもの日」が国民の休日になった。1976年には、「セクトン会賞」を設立し、児童教育分野において優れた活動を行った者を表彰するようになる。1987年に社団法人の認可を受ける。
現在、セクトン会には、地方支会の他に、韓国童話口演学会、セクトン会童話口演研究会、セクトンオモニ口演佳会などの傘下団体が存在する。

## セクトン会事務所
ソウル特別市麻浦区東橋洞176-13